# Emmet Building
 (mai 2024).
Pour les articles homonymes, voir Emmet.
L'Emmet Building est un bâtiment historique de 16 étages situé au 89-95 Madison Avenue sur la 29e rue, à Manhattan, à New York. Il a été conçu par John Stewart Barney et Stockton B. Colt du cabinet d'architectes Barney & Colt pour le Dr Thomas Addis Emmet, un éminent chirurgien gynécologique qui était également auteur de livres sur l'histoire irlandaise,. Il était le fils d'Emmet John Patten (1796-842), professeur de chimie à l'Université de Virginie, né en Irlande et neveu de Robert Emmet, défenseur de l'indépendance irlandaise.

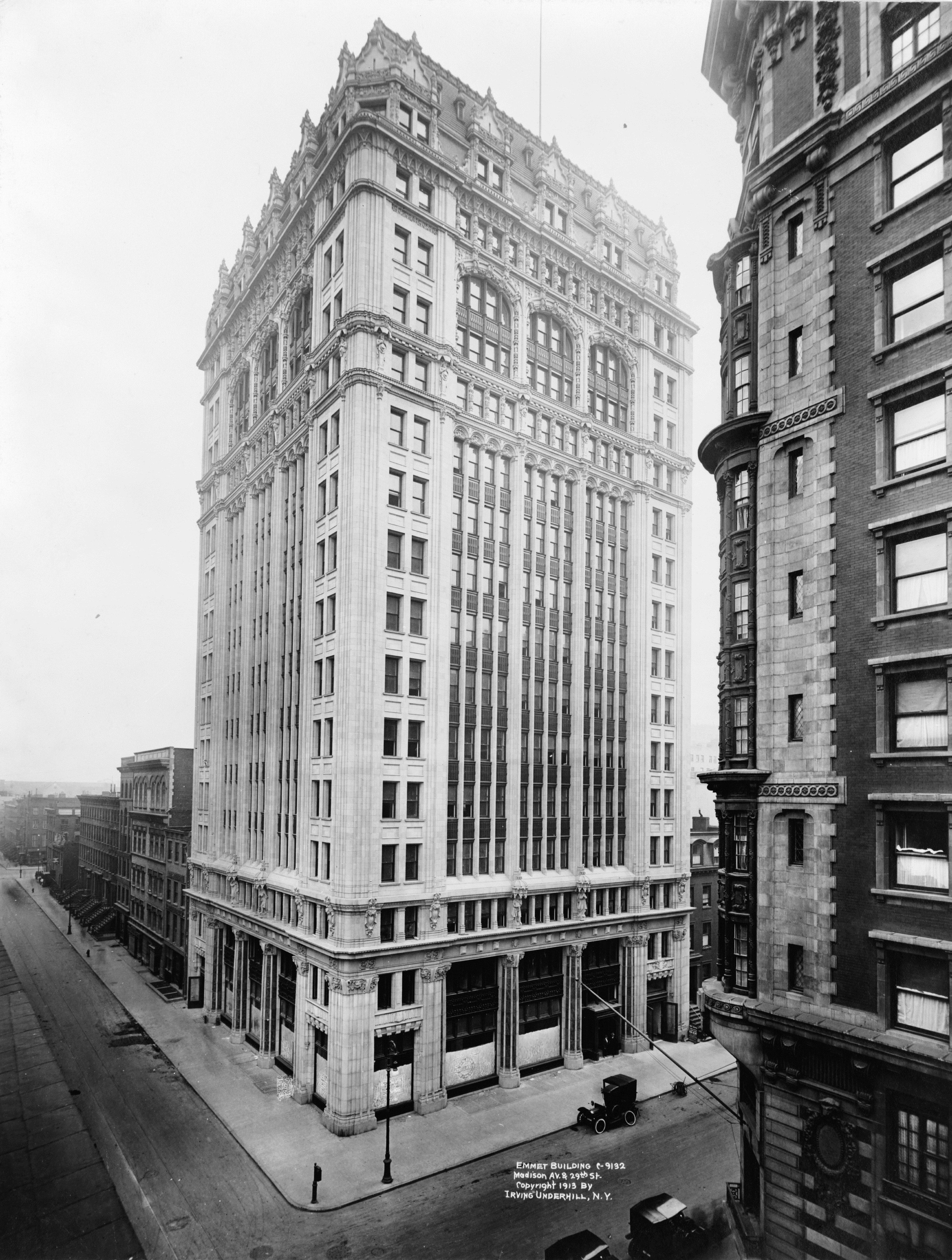
Bâtiment Emmet en 1913

Le bâtiment a été construit entre 1911 et 1912, remplaçant la propre maison d'Emmet au 89 Madison et quatre autres propriétés au 91-95 Madison qu'il avait acquises. La fonction principale du bâtiment était de servir les locataires commerciaux dans la zone au nord de Madison Square Park. L'espace commercial était situé aux étages inférieurs du bâtiment,.

## Architecture
Le bâtiment néo-Renaissance, est orné d'ornementations néo-gothiques en terre cuite,. L'extérieur des deux premiers étages était en pierre calcaire et était orné d'ornementations en fonte et de piliers recouverts de marbre vert. L'extérieur de l'étage inférieur présente des figures médiévales, des auvents et des gargouilles ainsi que des « cavaliers et courtisanes ». Les colonnes extérieures s'étendent entre le quatrième et le onzième étage. Le hall était orné de marbre, de sols en mosaïque et de portes et contours d'ascenseur en bronze. La façade a été restaurée en 1991.
La cinquième édition du Guide AIA de New York City suppose que la conception du bâtiment pourrait avoir été inspirée par le Woolworth Building.

## Préservation
L'Emmet Building, ainsi que l'hôtel James NoMad d'architecture Beaux-Arts (anciennement l'hôtel Séville) situé au 22 East 29th Street en face de celui-ci, ont été désignés comme monuments par la Commission de préservation des monuments de la ville de New York le 6 mars 2018,,.